# Кастор
Ка́стор (грец. Κάστωρ, лат. Castor) — один із Діоскурів.